# Mírtilo
Mírtilo ou Mirtilo, na mitologia grega, foi o cocheiro de Enomau, rei de Pisa, responsável por sua morte, e que recebeu, como recompensa de Pélope, ser jogado de um precipício. Ele era filho de Hermes.
Hipodâmia, filha de Enomau, era muito bonita, mas havia uma profecia segundo a qual seu pai seria morto pelo seu genro. Como havia muitos pretendentes, o próprio pai instituiu uma condição para obter a sua mão: vencê-lo numa corrida de carros em que o derrotado perderia a vida. Enomau — cujo cocheiro, Mírtilo, era filho do próprio Hermes — havia matado treze pretendentes de sua filha após vencê-los na corrida de quadrigas. Querendo casar-se com Hipodâmia, Pélops, filho de Tântalo, (segundo algumas versões a própria Hipodâmia) [carece de fontes?] convenceu Mírtilo a substituir os contrapinos de bronze das rodas da quadriga por réplicas de cera, prometendo-lhe metade do seu reino e uma noite com Hipodâmia. Na corrida Enomau morreu, e amaldiçoou Mírtilo, rezando para que ele fosse morto por Pélope.
Pélope conseguiu Hipodâmia, e, acompanhado por Mírtilo, chegou a um lugar, onde foi pegar água para sua esposa, que estava com sede. Mírtilo tentou violentar Hipodâmia, e quando Pélope soube, jogou Mírtilo no mar, chamado de Mar Mirtoico. Segundo Higino, Pélope assassinou Mírtilo quando este cobrou de Pélope o que ele havia prometido. Segundo Pausânias, Pélope assassinou Mírtilo jogando-o do barco. Mírtilo, enquanto caía, amaldiçoou a casa de Pélope.
O túmulo de Mírtilo se localizava em Feneos, antigamente localizada na Arcádia; os habitantes da cidade diziam que o corpo havia sido levado até a costa pelas marés, e que eles haviam enterrado. Todo ano, à noite, sacrifícios eram feitos a ele, como um herói.
Em Olímpia havia um monte, chamado Taráxipo (assustador de cavalos), feito por Pélope para honrar Mírtilo, mas sem o seu corpo, porque os cavalos de Enomau foram assustados pelo truque de Mírtilo; dizia-se que os cavalos, na corrida, eram assustados por Enomau. Segundo outra versão, quem assustava os cavalos era Alcatos, filho de Portaon, um dos pretendentes de Hipodâmia mortos por Enomau.